# Intervenção militar no Barém em 2011

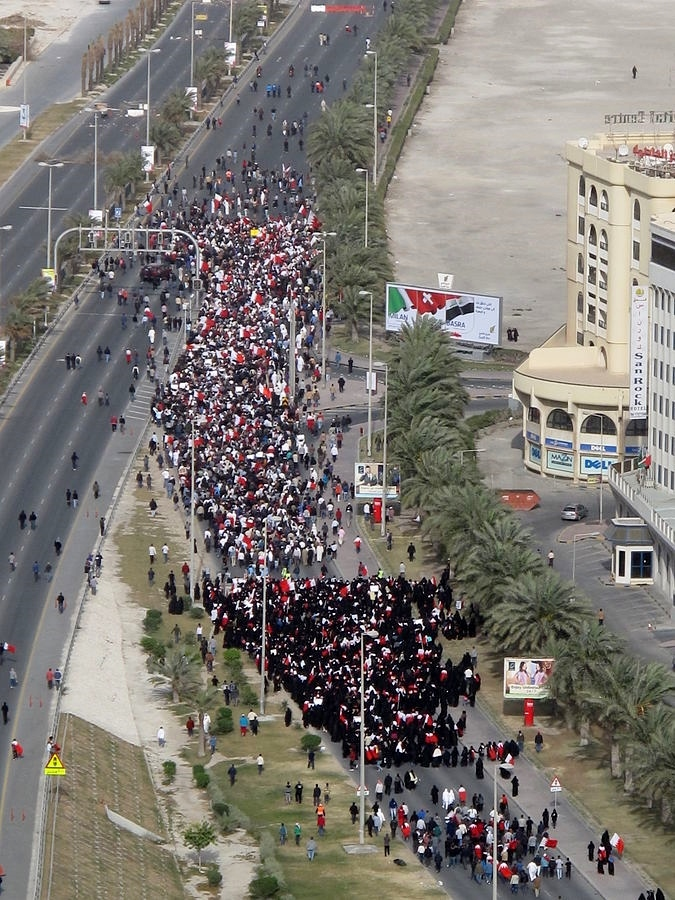
Milhares de manifestantes condenando a intervenção saudita no Barém em uma marcha à embaixada saudita em Manama em 15 de março.

A intervenção na revolta no Barém teve inicio em 14 de março de 2011, três semanas depois que os Estados Unidos pressionaram o Barém para retirar as suas forças militares das ruas. Como uma decisão do Conselho de Cooperação do Golfo, a intervenção incluiu o envio de 1.000 (1200) soldados, juntamente com veículos sauditas, a convite da família real Al-Khalifa, marcando a primeira vez que o Conselho de Cooperação do Golfo usou tal opção militar coletiva para suprimir uma revolta.
Considerando isso como uma ocupação militar e uma declaração de guerra, a oposição bareinita pediu ajuda internacional. A intervenção foi precedida pela intervenção saudita no Barém em 1994 .

## Antecedentes
Os protestos no Barém tiveram inicio em 14 de fevereiro de 2011 principalmente pelos muçulmanos xiitas, que constituem a maior parte da população bareinita, o qual enfrentou reação imediata do governo. Esses protestos eram inicialmente destinados a obtenção de maior liberdade política e igualdade para a população xiita majoritária, mas se expandiriam para a reivindicação pelo fim da monarquia de Hamad bin Isa Al Khalifa após uma incursão mortal na noite de  17 de fevereiro de 2011 contra os manifestantes na Praça da Pérola em Manama, conhecida localmente como a Quinta-feira Sangrenta.
Como a polícia bareinita foi surpreendida com manifestantes que também bloquearam estradas, o governo do Barém solicitou o auxílio dos países vizinhos. Em 14 de março, o Conselho de Cooperação do Golfo (CCG) concordou em enviar tropas da Força do Escudo da Península ao Barém. A razão alegada da intervenção foi a de assegurar as principais instalações.
Embora os líderes bareinitas afirmassem que a insurreição era um assunto externo, chamando-a de "uma conspiração iraniana", não forneceram nenhuma evidência para sua reivindicação. De acordo com Guido Steinberg, embora haja algumas conexões entre o Irã e alguns dos grupos xiitas bareinitas e sauditas: "não há nenhuma evidência de mãos iranianas por trás dessa revolta", o que também foi confirmado pelo secretário de Defesa dos Estados Unidos, Robert Gates.

## Unidades envolvidas
O Conselho de Cooperação do Golfo respondeu ao pedido do rei bareinita Hamad bin Isa al-Khalifa enviando a sua Força do Escudo da Península. As unidades enviadas da Arábia Saudita incluíram 1.000 (1.200) tropas junto com 150 veículos. Os veículos incluíram "veículos blindados ligeiros sobre rodas com metralhadoras pesadas instaladas no teto." Os soldados sauditas eram aparentemente da Guarda Nacional da Arábia Saudita, comandada por um filho do Rei Abdullah, o Príncipe Miteb. Além disso, 500 policiais dos Emirados Árabes Unidos foram enviados através do istmo entre a Arábia Saudita e o Barém. Para proteger os Al-Khalifa, os kuwaitianos também "enviaram sua marinha para patrulhar as fronteiras" do Barém e  alguns milhares de  "ex-soldados" foram recrutados do Paquistão também.
Em 2014, 5.000 forças sauditas e emiradenses e quase 7.000 forças estadunidenses estavam posicionadas a "menos de 10 milhas da Praça da Pérola, o centro do movimento de protesto do país."

## Objetivos
A importância estratégica do Barém ao governo da Arábia Saudita é originada das razões econômicas, sectárias e geopolíticas.

### Objetivos sectários e geopolíticos
Segundo o The Guardian, o propósito real da intervenção seria parar "uma rebelião crescente pela maioria do reino, mas privados, cidadãos xiitas" tomando todas as medidas necessárias. A morte de um policial emiradense, Tariq al-Shehi, iria clarificar que as tropas estrangeiras estavam, de facto, envolvidas em suprimir os protestos. De acordo com Nuruzzaman, o fator mais importante que conduziu a intervenção saudita no Barém seria "o efeito dominó da queda do Barém para as mãos xiitas. Temendo uma mudança democrática, o rei saudita Abdullah pretendia reverter os movimentos pró-democracia em seus países vizinhos usando a força. A Arábia Saudita sustentava que a causa dos distúrbios na Província Oriental saudita era a revolta xiita no Barém. Segundo Steffen Hertog, um especialista em Arábia Saudita na London School of Economics, o movimento saudita foi um sinal para os movimentos xiitas na Província Oriental para expressar quão seriamente os sauditas pretendiam reprimir os distúrbios.
Além disso, manter Al-Khalifa, "o principal aliado conservador sunita dos sauditas", no poder seria de notável importância para a Arábia Saudita já que poderia evitar a propagação da influência iraniana no oeste de Golfo e a Arábia Saudita agiu através do Conselho de Cooperação do Golfo para encobrir "sua preocupação estratégica" sobre o Irã e sua influência.
Tendo laços estreitos com os Estados Unidos, os eventos no Barém envolveriam os interesses dos estadunidenses também. Qualquer desvio do Barém dos sauditas e a afirmação do poder xiita afetariam diretamente os interesses estadunidenses e levaria ao enfraquecimento da sua "postura militar na região", uma vez que o Barém é o lar da Quinta Frota dos Estados Unidos.

### Objetivos econômicos
A intervenção foi aparentemente efetuada com o objetivo de proteger a infra-estrutura bareinita, tais como campos de petróleo.
Os dois reinos têm laços econômicos "fortes" e a Arábia Saudita têm feito investimentos significativos no Barém em "turismo, infra-estrutura e alguns outros planos industriais".
De acordo com Nuruzzaman, a Arábia Saudita, maior parceiro comercial do Barém, enviou tropas para o país visando alguns objetivos econômicos e entre os fatores importantes que conduziram ao envio de tropas estavam "a possibilidade da perda de campos petrolíferos, terminais e unidades de processamento de petróleo bruto, a perda de investimentos e perspectivas futuras de investimento". Além disso, qualquer alastramento dos distúrbios do Barém para o reino vizinho iria "derrubar" os mercados mundiais de petróleo.

## Consequências
Primeiramente interpretada por analistas "em termos de políticas nacionais e regionais e dinâmicas estratégicas", a intervenção gerou sérias  preocupações regionais e globais e transformou a insurreição em uma guerra fria regional. Entre outros fatores, a intervenção militar estrangeira poderia conduzir ao sectarismo. De acordo com a revista Foreign Policy, a intervenção assinalou "uma escalada dramática da crise política no Barém."

## Reações
- Irã: Teerã afirmou que o movimento era uma invasão e acusou o Conselho de Cooperação do Golfo de "intromissão nos assuntos internos do Barém".[18]
- Paquistão: Nawaz Sharif, primeiro-ministro do Paquistão, apoiou a intervenção e, em sua visita à Arábia Saudita, assegurou que iria  "contribuir para construir um novo plano de batalha para a intervenção saudita no país."[31]
- Turquia: O primeiro-ministro turco Recep Tayyip Erdogan, condenou a intervenção e caracterizou o movimento saudita como "uma nova Carbala." Ele exigiu a retirada das forças sauditas do Barém.[32]
- Nações Unidas: Ban Ki-moon, secretário-geral da ONU, disse que estava "preocupado" com "a implantação da Força do Escudo da Península" e que "a chegada de tropas sauditas e dos Emirados Árabes Unidos foi notada com preocupação". Ele pediu a todos os envolvidos a "exercer a máxima contenção".[18]
- Estados Unidos: O país expressou estar "chocado" com o movimento, mas rejeitou a reivindicação iraniana de invasão.[18] A administração Obama "obliquamente criticou" o movimento saudita.[33]